# Vedrana Jakšetić
Vedrana Jakšetić (* 17. September 1996 in Osijek) ist eine kroatische Volleyballspielerin.

## Karriere
Jakšetić kam durch ihre Mutter zum Volleyball und begann ihre Karriere in der Grundschule. In ihrer Heimatstadt spielte sie bei ŽOK Osijek. Danach wechselte sie zu OK Poreč. Mit dem Verein gewann die Zuspielerin 2015 die nationale Meisterschaft. 2016 ging sie zum französischen Erstligisten RC Cannes. Sie wurde auch kroatische Nationalspielerin. 2019 wechselte sie innerhalb Frankreichs zum Ligakonkurrenten Vandœuvre Nancy Volley-Ball. 2020 wurde Jakšetić vom deutschen Bundesligisten VfB Suhl Lotto Thüringen verpflichtet. Zur Saison 2024/25 wechselte sie zum SSC Palmberg Schwerin.